# Methemoglobinemie
Methemoglobinemie is een aandoening van het bloed, meer bepaald van de rode bloedcellen, waardoor de getroffene te weinig zuurstof opneemt. In het bloed komt dan methemoglobine voor in plaats van hemoglobine. Hemoglobine staat in voor vervoer van zuurstof naar de cellen, methemoglobine kan dat niet.

## Pathologie
Afhankelijk van het methemoglobinepercentage in het bloed kan methemoglobinemie leiden tot centrale cyanose, bewustzijnsdaling, coma en zelfs overlijden.
Methemoglobinemie kan zowel een aangeboren afwijking zijn als door uitwendige oorzaken ontstaan. Uitlokkers zijn onder meer antibiotica, sulfonamiden, nitraat in drinkwater, kleurstoffen, verdovingsmiddelen. Vooral kleine kinderen zijn er gevoelig voor.

## Therapie
Behandeling bij hoge methemoglobineconcentraties bestaat uit toediening van zuurstof en intraveneuze toediening van methyleenblauw.